# Circonscription d'Alcho Werero
La circonscription d'Alcho Werero est une des 121 circonscriptions législatives de l'État fédéré des nations, nationalités et peuples du Sud, elle se situe dans la Zone Silte. Sa représentante actuelle est Zeyneba Naser Seyd.